# Lasiopogon novus
Lasiopogon novus là một loài ruồi trong họ Asilidae. Lasiopogon novus được Lehr miêu tả năm 1984. Loài này phân bố ở vùng Cổ Bắc giới.